# جان مگنسن (سیاستمدار)
جان مگنسن (انگلیسی: Jón Magnússon؛ ۱۶ ژانویه ۱۸۵۹ – ۲۳ ژوئن ۱۹۲۶) سیاست‌مدار اهل ایسلند بود. وی دو مرتبه از ۴ ژانویه ۱۹۱۷ تا ۷ مارس ۱۹۲۲ و از ۲۲ مارس ۱۹۲۴ تا ۲۳ ژوئن ۱۹۲۶ نخست‌وزیر این کشور بود.
جان مگنسن در ۲۳ ژوئن ۱۹۲۶، در سن ۶۷ سالگی درگذشت.